# Yun Chi-yeong
Yun Chi-yeong (* 10. Februar 1898 in Hanseong, damaliges Korea, heutiges Südkorea; † 9. Februar 1996 in Seoul, Südkorea) war ein Unabhängigkeitsaktivist und Politiker von Südkorea. Er verwendete das Pseudonym Dongsan (kor.: 동산). Er war 1948 der erste Innenminister des Landes und gehörte dem südkoreanischen Parlament in der ersten, zweiten und dritten Wahlperiode an. Nach dem Ausscheiden aus dem Parlament im Jahr 1956 lehrte er drei Jahre an einer Hochschule.
Von 1963 bis zum März 1966 bekleidete er das Amt des Bürgermeisters von Seoul.
1968 wurde er Vorsitzender der Partei Minju Gonghwadong (민주공화당) des damaligen südkoreanischen Präsidenten Park Chung-hee.